# 太陽虫

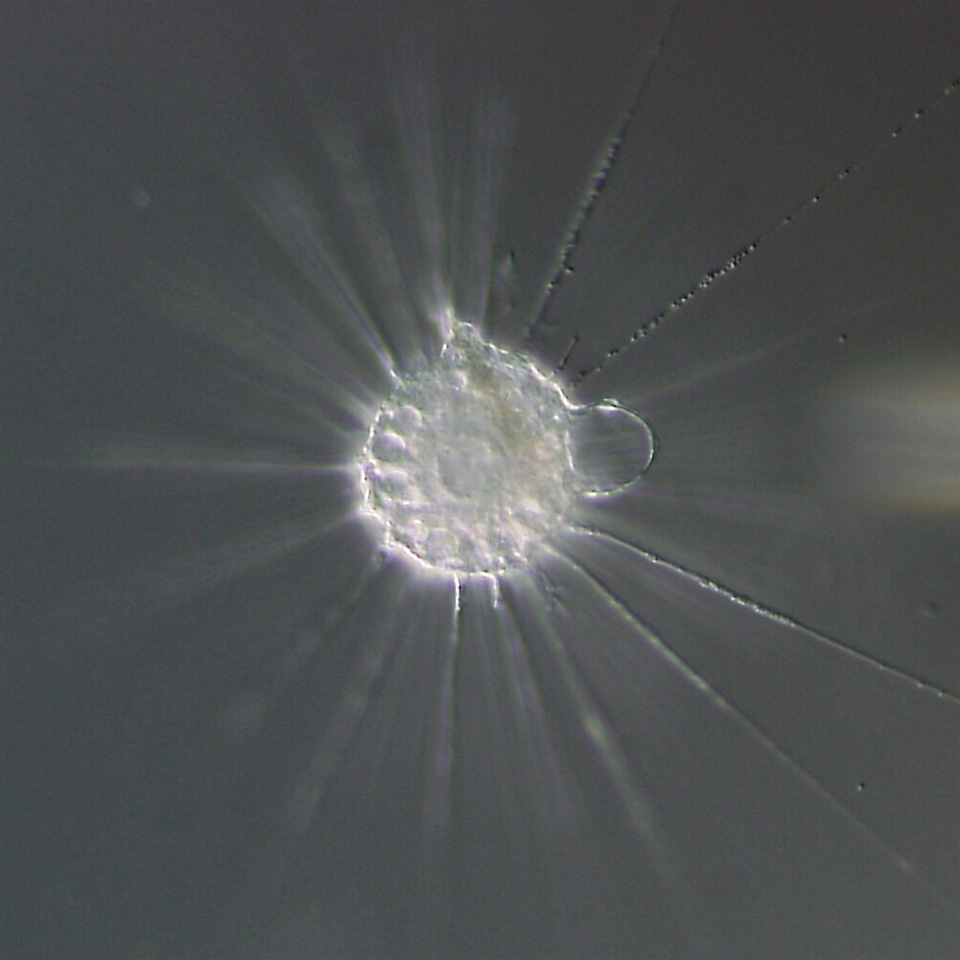
タイヨウチュウ
(Actinophrys sol)
仮足を除く直径は40～50μm

太陽虫（たいようちゅう、heliozoa）は、微小管の通った多数の針状の仮足（軸足、じくそく）を持つ、ほぼ球形のアメーバ様原生生物の総称である。淡水に多いが海水からも見つかる。放散虫に似ているが、細胞質を内外二層に分ける中心嚢がないことと、ある種のものが作る単純な鱗片や棘を別にすれば、骨針や殻などの堅く複雑な骨格がないことで区別される。なお特に無殻太陽虫類のActinophrys sol Ehrenbergに対してタイヨウチュウの和名が与えられている。

## 概論
太陽虫に共通する特徴として、積極的に移動するような運動がほとんど見られず、軸足を用いて通りかかった餌を捕食することが挙げられる。軸足は細い針状の仮足で、その表面には細胞質が流動しているのが見られる。軸足の芯は微小管が束になったものである。このように、芯がはっきりした仮足であるので、特にこれを軸足（または有軸仮足）と呼んでいる。微小管束は鞭毛軸糸で有名な9+2構造ではなく、不規則なものから非常に精巧な幾何学的配置をとるものまで多岐にわたっている。軸足に触れた餌は接着し、その後軸足が収縮したり軸足に沿って輸送されたりすることで引き寄せられ、食胞に取り込まれる。軸足上には放出体（突出体、extrusome）と総称されるオルガネラがあり、これらが捕食の際に内容物を放出して餌の運動性を止めたり接着したりするのに働いていると考えられる。
一方通常見られる運動は、ゆっくりと軸足を動かすようなものである。種によっては表面に珪酸や有機物などでできた殻を持ち、その表面の隙間や穴から軸足を出している。また、殻に柄があって、それによって基質の表面に付着して、固着性の生活をしているものもある。たいていは、水草や、それに付着するさまざまなものに引っ掛かるようにしている。
無性生殖は、分裂による。細胞全体が大きくくびれるように分裂するのが観察されている。一部の種では、分裂した片方が鞭毛細胞となって泳ぎだし、他の場所で普通の姿になる、という繁殖法も観察されている。有性生殖としては一部の種で、一個体の細胞が二つに分かれ、それぞれに減数分裂を行った後にそれらが融合するのが観察されている。

## 分類
二界説の時代には原生動物門形走亜門肉質虫綱軸足虫亜綱太陽虫目、五界説では有毛根足虫（肉質鞭毛虫）門肉質虫亜門軸足虫上綱太陽虫綱として分類されていた。しかし電子顕微鏡を用いた微細構造観察や分子系統解析が進んだことで、全く異なった生物から収斂的に生じたことが明らかになっている。そこで分類学上は内質太陽虫類の一部のみを残し、それ以外の群はストラメノパイル類やケルコゾア門などの中にばらばらに所属させるという扱いになっている。
以下は伝統的な分類体系であり、現在の所属は矢印で示してある。
- カラタイヨウチュウ目 Centrohelida（内質太陽虫類、→有中心粒類）
- タイヨウチュウ目 Actinophyrida（無殻太陽虫類、→ストラメノパイル）
- カゴメタイヨウチュウ目 Desmothoracida（有殻太陽虫類、→ケルコゾア）
- キリオフリス目 Ciliophryida（→ストラメノパイルおよび→ケルコゾア）
- スチコロンケ目 Taxopodida（→放散虫）
- ロトスファエリダ目 Rotosphaerida（→オピストコンタ）

スチコロンケ目は一般的な太陽虫とはやや異なっていて、外に類似のものがいないのでここに含めた、という気配の強いものであった。詳しくは下記のそれぞれの説明を参照のこと。

### ストラメノパイル類に属するもの

#### 無殻太陽虫
無殻太陽虫は太陽虫形の原生生物の小さな一群であり、通例ではタイヨウチュウ目（Actinophryidae）をあてる。淡水でもっともよく見られる代表的な太陽虫であり、特に湖や川の水生植物の近くに良くいるが、海洋や土壌からも見付かる種もある。いずれも単細胞で形は表面がでこぼこした球形、殻はなく、細胞からたくさんの軸足を放射状に出していて、それを使って通りかかった獲物を捕食している。細胞の中央部（内質、endoplasm）は透明で細胞核などがある。一方外層（外質、ectoplasm）には多数の微少な液胞があって浮遊を助けている。細胞の周辺部に収縮胞がいくつかあって水を排出しており、ときおり大きく丸い膨らみが出っ張っている様子が観察される。
2属7種がしられている。タイヨウチュウ（Actinophrys）は中央に一つの核を持つ。たいていは直径が40-50 μm程度で、軸足は長いものでは100 μmに達する。オオタイヨウチュウ（Actinosphaerium）は直径200-1000 μm程度と大きく、多核で、淡水のみから見出される。他にEchinosphaeriumとCamptonemaの2属が記載されているが、これらはActinophaeriumのシノニムとする意見がある。
核膜の一部消失を伴う有糸分裂（semi-open mitosis）のあとに分裂により増殖する。条件が悪化すると、多層の壁と珪酸質で釘状の骨片に覆われたシストを形成する。シストの状態ではペドガミー（オートガミーの一種）という特異な現象が起きる。これは減数分裂により2つの配偶子に分裂し、それが再び融合するというものである。これはこのグループで起こる唯一の有性生殖であるが、生殖というよりは遺伝子再編というほうが近い。

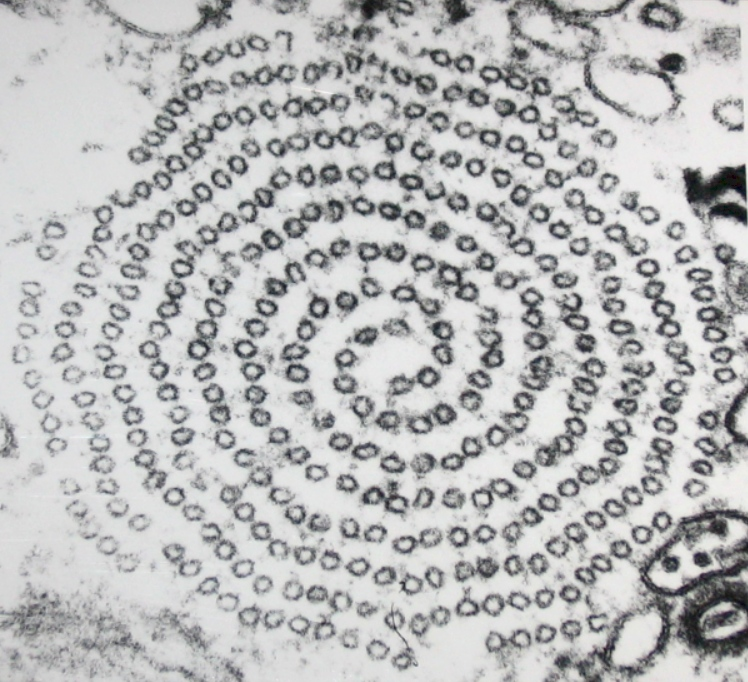
タイヨウチュウの軸足微小管

軸足には二重渦巻き型に配列した独特の微小管束が通っている。この微小管はタイヨウチュウでは核膜から伸びているが、オオタイヨウチュウでは核膜から伸びる種と原形質から伸びる種とがある。放出体はdense granulesと呼ばれる一様な顆粒で、繊維状の接着性物質を放出する。これは餌を捕食する際に接着して逃さない効果があると考えられている。
鞭毛は持たないが分子系統解析に基づいて原始的なストラメノパイル類であると考えられている。ストラメノパイルには他にも太陽鞭毛虫のキリオフリスが属するため、これと近縁だとする意見もある。最新の動向として、Cavalier-Smith and Chao (2006)は分子系統解析によりキリオフリスとの近縁性を否定し、オパリナに近縁だと論じている。
- Mikrjukov K. A. and Patterson D. J. (2001). “Taxonomy and phylogeny of Heliozoa. III. Actinophryids”. Acta Protozoologica 40:  3-25.
- Cavalier-Smith, T. and Chao E. E.-Y. (2006). “Phylogeny and megasystematics of phagotrophic heterokonts (kingdom Chromista)”. Journal of Molecular Evolution 62:  388-420.

（この節 from en:Actinophryid (20:45, 20 May 2006 UTC) by Josh Grosse）

#### キリオフリス
キリオフリス（Ciliophrys）は太陽虫のような外観を持った鞭毛虫（太陽鞭毛虫、helioflagellate）であり、ディクティオカ藻綱(Dictyochophyceae) ペディネラ目に属している。淡水にも海水にもみられる。球形の細胞から放射状に軸足を出すという標準的な太陽虫の外見をしているが、管状マスチゴネマの付いた鞭毛を1本持っていることからストラメノパイル類の一員だと考えられている。これに対して無殻太陽虫は鞭毛が全くなく、軸足に精巧で特徴的な微小管束が通っている。
太陽虫形のときは直径10-20 μm程度で、軸足は極めて細く直径約0.1 μm長さ50 μmほどである。細胞内には大きな核があり、多数の小さな収縮胞が細胞全体に散在している。軸足には3本の微小管が通っており、粘液小体（muciferous body）と呼ばれる放出体が全長に渡って分布しているが、他の太陽虫と違って規則的に配置しており両方向的な流動をほとんど示さない。一方、鞭毛は長さ15-20 μmほどであるが、特徴的な8の字型に丸まっていてごくゆっくり動くのみである。通常は二分裂で増殖しており、シストは作るが有性生殖は知られていない。
物理的衝撃が加わると軸足が縮んで鞭毛が盛んに動き始める。この変形は30秒程度でおこり、完全に変形すると鞭毛のある前が丸く後が尖った涙型になる。この鞭毛は波動が基部から先端に向かって伝わるが、管状マスチゴネマがあるために逆に先端から基部に向かって水流が起こり、その結果鞭毛のある方を前にして泳ぐ。これはストラメノパイル類の典型的な特徴である。泳いでいるときは捕食が観察されない。鞭毛の動きが止まって8の字形に戻ると、か細い放射状の仮足が伸びて次第に細長い軸足に変形し細胞の全面を覆う。収縮胞は変形が進むにつれて増え、核は前端から球形の細胞の中心に戻る。最終的に太陽虫形に戻るには数分かかる。
ペディネラ類には他にも太陽鞭毛虫の形をしたものがあり、特に光合成をしないActinomonasやPteridomonasはCiliophrysと一緒に扱うこともある。こうした無色ペディネラ類には退化した葉緑体（白色体）があることが示されており、Ciliophrysにも葉緑体ゲノムの存在が示唆されている。
- Davidson, L. A. (1982). “Ultrastructure, behavior, and algal flagellate affinities of the helioflagellate Ciliophrys marina, and the classification of the helioflagellates (Protista, Actinopoda, Heliozoea)”. Journal of Protozoology 29:  91-98.
- Sekiguchi, H., Moriya, M., Nakayama, T., Inouye, I. (2002). “Vestigial chloroplasts in heterotrophic stramenopiles Pteridomonas danica and Ciliophrys infusionum (Dictyochophyceae)”. Protist 153:  157-167.

### ケルコゾア門に属するもの

#### ディモルファ類
ディモルファ類（Dimorphidaまたはheliomonads）は、淡水産で太陽虫形の原生生物の小さな一群であり、生活環を通じて鞭毛を持つ太陽鞭毛虫である。2本の鞭毛を持つDimorphaと、より大きく4本の鞭毛を持つTetradimorphaの2属5種が知られている。軸足を通る微小管は細胞中央の核から出ており、Dimorphaでは正方格子状に、Tetradimorphaでは不規則な配列に並んでいる。核は1つで、ミトコンドリアは管状クリステを持っている。古くはCiliophrysとともにキリオフリス目にまとめられていたが、Ciliophrysにあるマスチゴネマがないことと、Ciliophrysにはない有中心粒類とのキネトシストの構造的類似性が指摘されて分けられた。ケルコゾア門に属することが示唆されているが、その中での詳しい位置は分子系統解析によっても不明である。
- Brugerolle, G. and Mignot, J.-P. (1984). “The cell characters of two helioflagellates related to the centrohelidian lineage: Dimorpha and Tetradimorpha”. Origins of Life 13:  305-314.
- Mikrjukov, K. A. (2000). “Taxonomy and phylogeny of heliozoa. II. The order Dimorphida Siemensma, 1991 (Cercomonadea classis n.): Diversity and relatedness with cercomonads”. Acta Protozoologica 39:  99-115.

（この節 from en:Dimorphid (20:32, 7 July 2006 UTC) by Josh Grosse）

#### 有殻太陽虫
有殻太陽虫は太陽虫形の原生生物の一群であり、通例ではカゴメタイヨウチュウ目（Desmothoracida）をあてる。固着性で淡水環境にみられる。成体は直径10-20 μmほどの球状の細胞で、穴の開いた大きな有機質の殻（capsule）に包まれている。穴から多数の放射状の仮足を出して餌を捕食している。仮足には核膜近辺から発する小さな微小管束が通っているが、他の太陽虫と違い規則正しい幾何学的配列にはなっていない。またはっきりした微小管形成中心がなく、細胞質の内質外質も特に区別がない。
5属10種が知られている。Clathrulinaは多角形の穴が規則的にあいた殻を持ち、管状の柄で付着する。アラメタイヨウチュウ（Hedriocystis）は規則的な形の殻をもち、柄は中実である。Cienkowskyaは殻の形が不規則で、分化した柄ではなく短い円錐状の基部によって基質へ付着する。他にPenardiophrysとActinosphaeridiumが挙げられているが、Servetiaを含める意見もある。またMonomastigocystisはCienkowskyaの、OrbulinellaはClathrulinaのそれぞれシノニムと考えられている。
普通は2本の鞭毛をもった小さな遊泳細胞が出芽することで増殖している。遊泳細胞はその後鞭毛がなくなり仮足と殻ができる。成体は普通は1本の長く延びた仮足から中空の柄を分泌することで基質に付着する。鞭毛の形態やミトコンドリアの管状クリステなどからケルコゾアに属することが示唆されており、これは分子系統解析によっても確認されている。その中ではケルコモナス類とギムノスファエラ類が近縁だと考えられているが確証はまだない。
- Mikrjukov, K. A. (2000). “Taxonomy and phylogeny of heliozoa. I. The order Desmothoracida Hertwig et Lesser, 1874”. Acta Protozoologica 39:  81-97.

（この節 from en:Desmothoracid (11:30, 14 February 2006 UTC) by Josh Grosse）

#### ギムノスファエラ類
ギムノスファエラ類（gymnosphaerids）は海洋環境から見出される太陽虫形の原生生物である。でこぼこした球形の細胞から軸足を放射状に伸ばしている。軸足の微小管束は篭目格子状の配列で、細胞の中心にある不定形の顆粒（axoplast）から発している。
それぞれ1種からなる3属が知られている。
Gymnosphaera albidaは浅瀬で自由生活性底生生活をしている。丸くて殻を持たない直径70-100 μmほどの細胞で、系統的には無関係のオオタイヨウチュウによく似ている。細胞の外層には大きな顆粒を含んだはっきりした外質（ectoplasm）がある。
Hedraiophrys hovasseiはより大きくて海藻などに付着している。柄の基部は円錐状で、長い珪酸質のspiculeで覆われている。くっきりした外質には多数の液胞があって、よく細菌や藻類を細胞内共生させている。
Actinocoryne contractilisは底生性である。捕食期には、多核の基部と最長150 μmほどの伸縮する柄があり、その上にaxoplastや軸足がある小さい単核の頭部が乗っている。頭部のないアメーバ状細胞になって動き回ることもある。頭部の出芽か、または頭部のないアメーバの分割によって増殖し、Gymnosphaeraに似た小さな細胞が生じ、これがくっついて柄や基部を再生する。
元来ギムノスファエラ類は微小管束の配列が似ている有中心粒類に含めて考えられていたが、管状クリステのあるミトコンドリアとaxoplastの構造から区別されている。ギムノスファエラ類と有中心粒類は、同じ綱の中でAxoplasthelida目とCentroplasthelida目に分類されていたことがあるが、現在ではこれは支持されていない。その代わりにギムノスファエラ類は有殻太陽虫類に近縁としてケルコゾアに含めているが、これは確定していない。ActinolophusとWagnerellaも同様にギムノスファエラ類とする提案がある。
（この節 from en:Gymnosphaerid (22:00, 7 July 2006 UTC) by Josh Grosse）

### いずれにも属さないもの

#### 有中心粒類

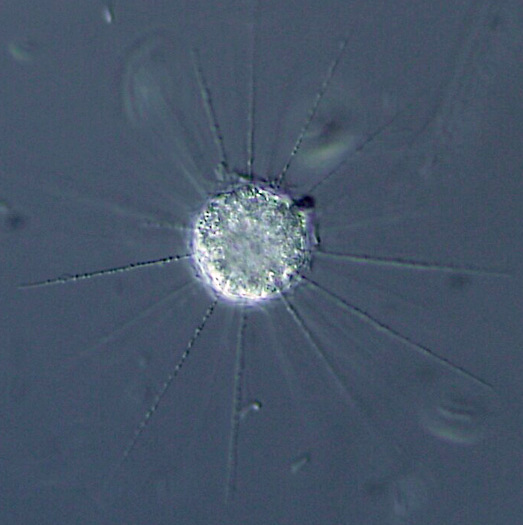
ウロコタイヨウチュウ
Raphidiophrys contractilis

有中心粒類（Centrohelida）は太陽虫形の原生生物からなる大きな一群であり、通例カラタイヨウチュウ目をあてる。遊泳性・付着性ともにあり、淡水からも海水からも、特にある深さのところから見付かる。普通は直径30-80 μmほどの球形の単細胞で、長い放射状の軸足に覆われていて、これで餌を捕らえたり、遊泳型の場合は泳いだりする。
軸足には、細胞の中心にある中心粒（centroplast）と呼ばれる三部構造の顆粒を基点にして、ややゆがんだ篭目格子状の配列の微小管束が通っている。軸足上の放出体はキネトシスト（kinetocyst）と呼ばれ、餌の遊泳運動を止める麻酔物質を出していると考えられる他、餌に接着する効果があると考えられている。
ほとんどは沈着顆粒（deposition vesicle）で作られる鱗片（scale）や棘（spine）を付けたゼラチン状ないし粘液状の外被（coat; mantle）を持っている。骨片（spicule）は有機質ないし珪酸質で、形状も大きさも多様である。例えばウロコタイヨウチュウ（Raphidiophrys）では外被は軸足の付け根に沿って広がっており、曲がった骨片（spicule）で覆われて松の木のような形になるが、Raphidiocystisでは短いカップ状のものと長い管状のものとがある。その他にトゲタイヨウチュウ（Heterophrys）、カラタイヨウチュウ（Acanthocytis）、Oxnerellaが有名である。
外被の構造に着目して3科に分けられる。
- Acanthocystidae: Acanthocystis Choanocystis Echinocystis Pseudoraphidiophrys Pseudoraphidocystis Pterocystis
- Heterophryidae: Chlamydaster Heterophrys Oxnerella Sphaerastrum
- Raphidiophryidae: Parasphaerastrum Polyplacocystis Raphidiocystis Raphidiophrys

伝統的に有中心粒類に分類されてきたギムノスファエラ類は、axoplastという単純な構造を基点に有中心粒類と似た配列の微小管束を持っているが、ミトコンドリアのクリステは他の太陽虫と同様の管状であり有中粒類の平板状クリステとは異なる。クリステ形状の差は今ではそれほど信頼できるとは考えられなくなったが、それでも総合的に考えて別の群に分けている。
有中心粒類の系統学的位置はほとんど不明である。Cavalier-Smithは微細構造を元にリザリアに近縁だと提唱したが、その後分子系統解析の結果を受けて保留としており、有中心粒類からなる独立した太陽虫門（phylum Heliozoa）を残すべきだと主張している。分子系統解析によれば紅藻、灰色藻、クリプト藻などの藻類に近縁である可能性が示唆されているが仮説の域を出ない。
- Cavalier-Smith, T. & Chao, E.E. (2002). “Molecular Phylogeny of Centrohelid Heliozoa, a Novel Lineage of Bikont Eukaryotes That Arose by Ciliary Loss”. Journal of Molecular Evolution 56:  387-396.
- Sakaguchi, M., Nakayama, T., Hashimoto, T. & Inouye, I. (2005). “Phylogeny of the Centrohelida inferred from SSU rRNA, tubulins, and actin genes”. Journal of Molecular Evolution 61:  765-775.

（この節 from en:Centrohelid (21:39, 7 July 2006 UTC) by Josh Grosse）

### その他の太陽虫に似たもの

#### スチコロンケ
スチコロンケ（Sticholonche zanclea）は1属1種の変わった原生生物で、大洋の100-500 mの深さで見付かるプランクトンである。伝統的には特殊な太陽虫だと考えられ単独でTaxopodida目に置かれる。しかし特殊な放散虫として分類する考えもあり、分子系統解析もアカンタリア類に近縁としてこちらを支持している。
スチコロンケは非常に幅があるものの普通は200 μmほどの大きさで、左右相称で正面がやや平らに広がっている。軸足は明瞭な列を作っており、6列は背側の溝にあって固定していて、それ以外の列は動く。これらは捕食のためというより基本的には浮力を得るために使っている。真の放散虫のような中心嚢はないが、14群からなる突き出た骨片（spine）と多数の針状附属物（spicule）がある。
（この節 from en:Sticholonche (10:59, 16 February 2006 UTC) by Josh Grosse）

#### ヌクレアリア類

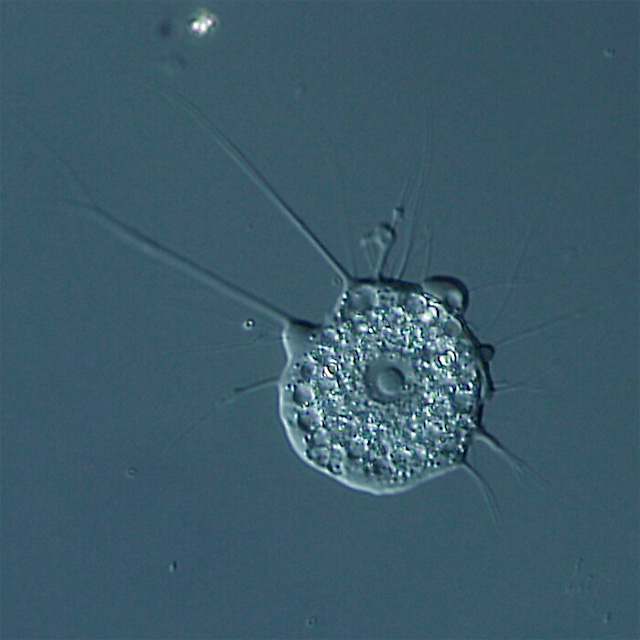
Nuclearia thermophila

ヌクレアリア（nucleariids）類は糸状仮足を持つアメーバ様生物の小さな一群であり、たいていは土壌や淡水から見付かる。よく似たvampyrellid類とはミトコンドリアに盤状クリステがあることで区別できる。分子系統解析では動物や真菌に近縁とされる。（参照: オピストコンタ）
たいていは小さくて50 μmくらいの大きさである。NucleariaとVampyrellidiumは藻類にそれぞれ外部寄生と内部寄生をする生物で、裸の不定形の細胞である。一方、Rabdiophrys、Pinaciophora、アミメタイヨウチュウ（Pompholyxophrys）は淡水産で、中空で珪酸質の鱗片(scale)ないし骨片（spine）を持つ。これらは以前はロトスファエリダ目として太陽虫に含めていたが、微小管の通った軸足をもたないため現在総称的に用いられる太陽虫の概念には合わない。
（この節 from en:Nucleariid (22:54, 21 February 2006 UTC) by Josh Grosse）